# Stadtaffe
Stadtaffe ist das Debütalbum des Berliner Musikers Peter Fox, Mitglied der Dancehall-Band Seeed. Veröffentlicht wurde es am 26. September 2008 vom Musiklabel Downbeat Records. Der Klang des Albums wird durch Streich- und Perkussionsinstrumente dominiert. Fox’ Texte drehen sich überwiegend um die eigene Reflexion und das Leben in seiner Heimatstadt.
Stadtaffe erwies sich sowohl in kommerzieller als auch in künstlerischer Hinsicht als Erfolg. Das Album erreichte Platz eins der deutschen und österreichischen Charts, insgesamt drei Singles waren in den Top 10 vertreten und auch im näheren europäischen Ausland erfolgreich. Von den meisten Kritikern wurde Stadtaffe überschwänglich gelobt, führende Medien analysierten das Album vor allem inhaltlich detailliert.
Aufgrund der unerwartet hohen Aufmerksamkeit, die Stadtaffe und damit auch er selbst erhielten, gab Fox im Juli 2009 an, voraussichtlich kein weiteres Soloalbum zu veröffentlichen.

## Entstehung

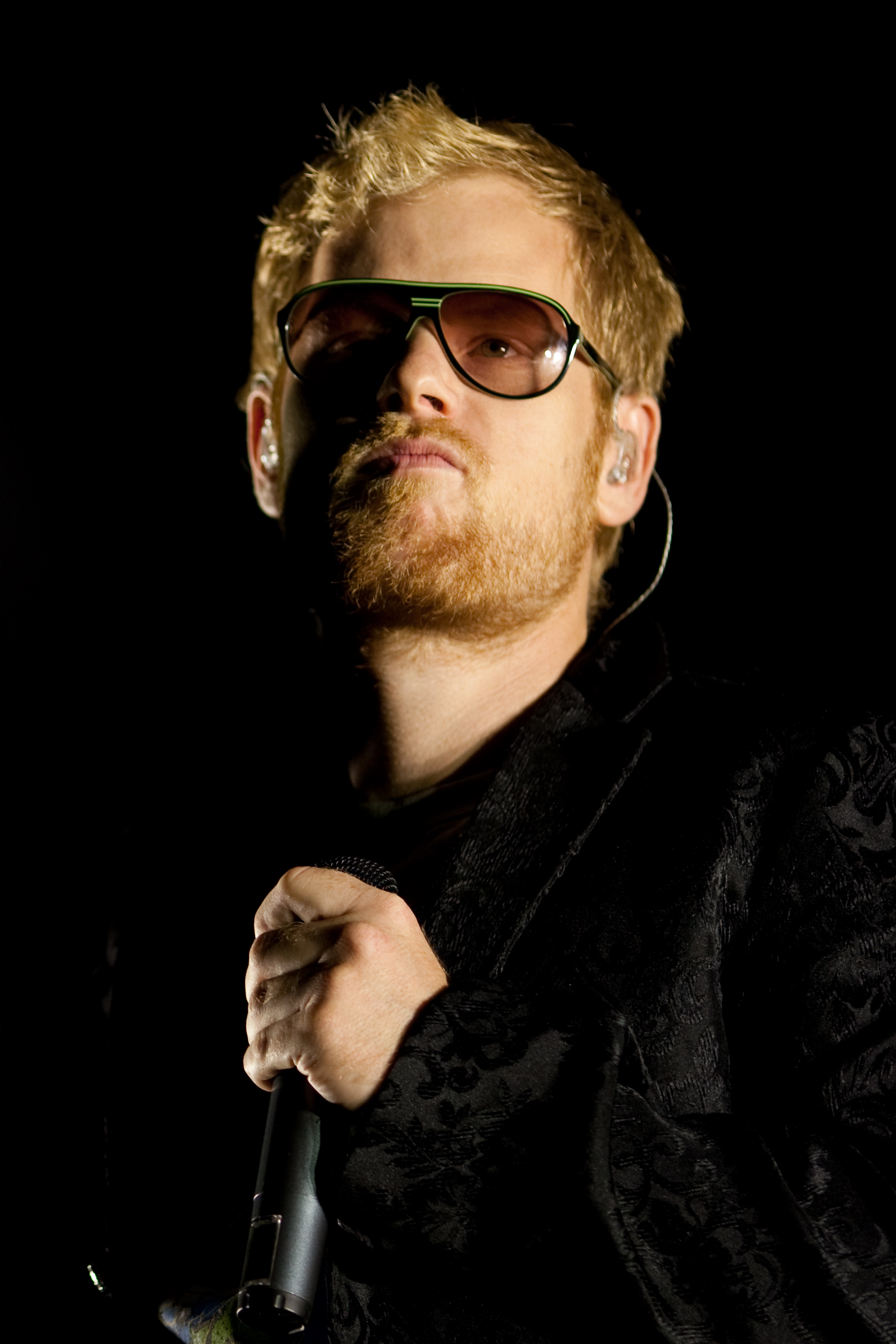
Peter Fox bei einem Auftritt, 2009

Peter Fox hatte ursprünglich geplant, während der Pause, die Seeed ab Ende 2007 einlegte, ein Album für einen anderen Künstler zu produzieren. Sein Wunschpartner CeeLo Green, der bereits 2005 an der Seeed-Single Aufstehn! mitwirkte, war aber aufgrund des unerwarteten Erfolges mit Gnarls Barkley nicht mehr abkömmlich. Andere Sänger stellten Fox nicht zufrieden, daher nahm er, „aus der Not heraus“, zusammen mit dem aus DJ Illvibe und David „Monk“ Conen bestehenden Produzentenduo The Krauts ein eigenes Album auf. Sein Anspruch war dabei „mit deutscher Sprache eine Pop-Platte zu machen, die in allen Belangen cool ist“ und „im Seeed-Kontext nicht möglich gewesen wäre“. Dafür arbeitete er mit dem 40-köpfigen Babelsberger Filmorchester zusammen. Dessen musikalische Umsetzung orientierte sich an den vom Arrangeur Gunter Papperitz in Partitur notierten Melodien der drei Produzenten – als Inspiration dienten „auch hunderte von alten Platten“ – und baute auf Fox’ vorher in einer dreiwöchigen Session in Avignon (Frankreich) mit zwei Schlagzeugern produzierten Beats auf. Die Texte schrieb Peter Fox zusammen mit seinem Freund und Produzenten Daffy alias David Conen zumeist, nachdem die Musik des jeweiligen Stückes bereits fertig produziert war – allerdings nicht in linearer Abfolge, sondern teilweise durcheinander. Viele der Texte beendeten Fox und Conen in einem Biergarten oder auf einer Mauer des Landwehrkanals am Paul-Lincke-Ufer.
Nachdem die Arbeiten am Album bereits im Oktober 2006 begonnen hatten, war seit November 2007 das Stück Fieber, eine Kollaboration mit der Berliner Hip-Hop-Gruppe K.I.Z, als Download erhältlich. Zu dem Zeitpunkt war die Veröffentlichung von Stadtaffe für Anfang 2008 geplant. Die Produktionskosten in Höhe von 150.000 bis 170.000 Euro übernahm Fox selbst, das fertige Produkt verkaufte er nach einem Jahr Arbeit im Tonstudio dann schließlich seiner Plattenfirma Warner. Noch zwei Wochen vor der Veröffentlichung des Albums im September 2008 lautete der Arbeitstitel „Hunde, Tauben und Stadtaffen“. Dieser hätte sich aus den auf dem Album angesprochenen Themen ergeben.
Abgemischt wurde Stadtaffe größtenteils von Olsen Olic sowie von Peter Fox und Peter Schmidt; das Mastering wurde von Sascha „Busy“ Bühren, der unter anderem auch mit Silbermond und Curse zusammenarbeitete, bewerkstelligt.

## Affenmotiv
Das von Peter Fox für das Album gewählte Motiv des Affen lässt sich in sämtlichen Belangen des Werkes finden. Im Song Stadtaffe wird eine „Stadt voller Affen“ beschrieben. Optisch realisiert wurde diese erstmals in für MTV zu Promotionzwecken gedrehten Videos, später dann im Artwork des Albums sowie in den Musikvideos zu den Stücken Alles neu und Schwarz zu blau. Auch bei öffentlichen Auftritten trugen einige von Fox’ Mitmusikern gelegentlich Affenmasken. Einen Preis bei der Cometverleihung 2009 nahm er per Videobotschaft ebenfalls mit Maske und affenähnlicher Gestik entgegen.
Den Begriff „Stadtaffe“ bezieht Peter Fox auf Menschen in seinem Alter, die „nicht mehr Teenie, aber immer noch mehr jung als alt“ seien und sich „oft ganz schön affig“ benehmen. Dieses „affige“ Benehmen äußere sich etwa in der Widersprüchlichkeit ihrer Handlungen: Stadtaffen seien „Menschen, die vom Lärm genervt sind, aber selber Krach machen. Leute, die der Dreck nervt und die selbst Sachen auf die Straße schmeißen.“ Er selbst bezeichnet sich aufgrund seiner Affinität zu Berlin als „Großstadtaffe“.

## Gestaltung

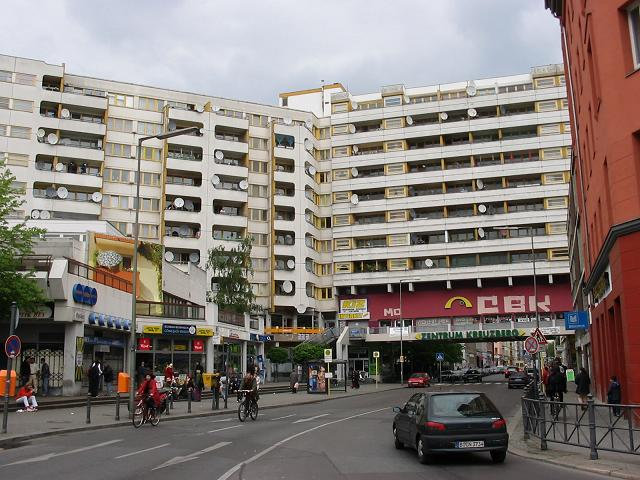
Das Kottbusser Tor ist auf dem Cover von Stadtaffe zu sehen.

Das visuelle Konzept von Stadtaffe und seine Ausgestaltung übernahm die Berliner Designfirma Gestalten. Ihr erklärtes Ziel war es, „ein emotionales und authentisches Artwork zu schaffen, das den Geist Berlins hervorruft“ („create an emotional and authentic artwork that breeds the spirit of Berlin“). Dazu arbeitete sie mit den Fotografen Erik Weiss und Felix Broede zusammen, die die im Booklet zu sehenden Bilder machten. Dieses ist fast durchgängig schwarz-weiß in Verbindung mit Neongrüntönen gehalten und zeigt den Musiker in seiner Heimatstadt.
Auf dem Cover steht Peter Fox mittig in Geschäftskleidung. Rechts von ihm steht ein Antennenmast; auf der linken Seite ist das Kottbusser Tor zu sehen, in dessen Nähe er wohnt. Das dort herrschende Klima beschreibt Fox als „ziemlich herb“. Der „Kotti“ taucht auch im Song Schwarz zu blau auf.

## Musik
Musikalisch basiert Stadtaffe auf einem Konzept, das das Album, wenn auch nicht dogmatisch, vom Klang der Seeed-Alben abgrenzt, aber auch vom musikalischen Mainstream. Peter Fox vermischt dabei Merkmale von Hip-Hop, Dancehall und Klassik, er selbst kategorisiert die Musik schlicht als Pop. Ein hervorgehobener Rhythmus verbindet sich auf dem Album mit orchestraler Instrumentierung, die zumeist aber eher dezent eingesetzt wird. Fox’ eigene Beschreibung des Sounds als „Filmmusik zum Tanzen“ wurde von der Presse häufig aufgegriffen.

„Die Idee zu der Kombination von klapprigen Drums mit Orchester hatte ich schon lange im Kopf. Das Ganze sollte im weitesten Sinne tanzbar sein und diesen leicht filmischen Touch haben. Ich wollte Clubmusik machen, aber eben ohne die üblichen Clubsounds mit Synthies, denn zu dem Thema ist bereits alles gesagt worden. Für mich als Produzent gehört es eben auch dazu, dass man mal die Augen schließt, in sich geht und überlegt, wo es vielleicht noch das ein oder andere weiße Fleckchen auf der soundtechnischen Landkarte gibt, in der nicht schon tausend andere Fahnen stecken.“

Fox komponierte die Musik zusammen mit The Krauts, an einigen Stücken wirkten darüber hinaus Ruth-Maria Renner alias Miss Platnum und Grace Risch mit. Neben dem Schlagzeug und den Blechblas- und Streichinstrumenten des Babelsberger Filmorchesters wurden bei den Aufnahmen Keyboards, Gitarren, eine Posaune und eine Trompete verwendet. Einige Instrumente spielte Peter Fox selbst ein. Das Streicherarrangement des Songs Alles neu entstammt den Takten vor und nach Übeziffer 177 des 4. Satzes der 7. Sinfonie des russischen Komponisten Dmitri Dmitrijewitsch Schostakowitsch. Für das Lied Schüttel deinen Speck sampleten die Produzenten einen Ausschnitt aus dem von Nacio Herb Brown und Arthur Freed geschriebenen Lied Temptation in der Version des Blues-Sängers Screamin’ Jay Hawkins. Die Horn-Sektion des Stückes stammt von Oliver Oltersdorf, Patrick Braun, Simon Harrer, Iven Hausmann, Nikolaus Neuser, Jörg Huke und Martin Gerwig.
Neben den Originalversionen wurden auch die Instrumentals der Stücke von Stadtaffe veröffentlicht. Deren Titel unterscheiden sich erheblich von den Originalnamen (siehe Tabelle rechts). Die Instrumentals von Das zweite Gesicht und Der letzte Tag wurden auf einer exklusiv von amazon.de vertriebenen Sonderedition des Albums veröffentlicht. Bei einer Deluxe-Version des Albums, die über ein Jahr später erschien, befinden sich auf einer CD alle Instrumentals.

## Lyrik

### Texte
Den Texten räumte Fox bei der Arbeit an Stadtaffe einen hohen Stellenwert ein, da er seine seines Erachtens durchschnittlichen Gesangsqualitäten inhaltlich kaschieren wollte. Zudem sah er in den Texten, in Ermangelung einer fesselnden Stimme, die einzige Möglichkeit, Emotionen beim Zuhörer erzeugen zu können. Sein Ziel war es, dass „die Texte gut fließen, inhaltlich ansprechend und treffend gereimt […], aber trotzdem angenehm simpel gehalten [sind]“. Auch dass die meisten Stücke eher kurz seien, läge an ihrer Textbezogenheit, die den Zuhörer aber nicht langweilen solle. Inhaltlich richteten sich die meisten Stücke an eine Zuhörerschaft in Fox’ Alter. Verglichen mit seiner Anfangszeit bei Seeed sieht Peter Fox in den Texten auf Stadtaffe eine deutliche positive Entwicklung. Das Schreiben mit Conen habe allerdings „ewig“ gedauert.
Viele der Stücke beschäftigen sich inhaltlich mit Peter Fox’ Heimatstadt Berlin, im Grunde könne aber jede größere Stadt gemeint sein. Besonders deutlich geschieht dies in Schwarz zu blau: In dem Stück beschreibt der Protagonist seine Beobachtungen auf dem Heimweg nach einer durchzechten Nacht und zeigt dabei vor allem die negativen Seiten Berlins auf. Die Menschen benähmen sich schlecht und blieben für sich, außerdem sei die Stadt dreckig und unansehnlich („Siehst nicht mal schön von Weitem aus“). Dies sei insbesondere für Kinder schlecht. Allerdings brauche er die Stadt „zum Atmen“, ob er wolle oder nicht.
Ein anderes wichtiges Element, das Fox auf Stadtaffe verarbeitet, ist die Selbstreflexion. In Alles neu beschreibt er einen „Prozess des Häutens“, der ihn dazu treibe, immer neue Dinge zu probieren und nicht in alten, schlechten Gewohnheiten zu verharren. Beispielsweise wolle er nie wieder lügen oder kiffen. Das Motiv des Getriebenseins findet sich auch in Kopf verloren und Lok auf 2 Beinen wieder. In letzterem Song beschreibt der Protagonist seinen inneren Drang, immer in Bewegung sein zu müssen und neue Taten zu vollbringen, anstatt sich einmal ausschließlich um sich selbst zu kümmern („Das Rad muss sich drehen, also dreh ich am Rad“).
Den Gegensatz dazu bildet Haus am See: Das Stück beschreibt ein sesshaftes Leben in einem Familienidyll, nach dem sich der Protagonist sehnt („Ich hab 20 Kinder, meine Frau ist schön/Alle kommen vorbei, ich brauch nie rauszugehen“).
Der Song Das zweite Gesicht beschreibt den Kampf zwischen Gut und Böse, der in jedem Menschen stattfinde. Dabei breche das Böse immer wieder aus, auch wenn es das ganze Leben über („Vom Laufstall bis ins Grab“) unterdrückt werde.
Ich Steine, Du Steine ist die einzige Ballade auf dem Album. Fox singt über eine zum Scheitern verurteilte Beziehung, in der der Protagonist nicht ohne die betreffende Person auskommt, aber auch nicht mit ihr.
Fieber lässt sich als Stück gegen die globale Erwärmung interpretieren. Es beschreibt ein Szenario von unerträglicher Hitze in Berlin. Die Zeile „Wir haben's verzockt, verbockt, der Doktor kommt zu spät“ weist dabei auf eine Mitschuld der Menschen hin.
Neben tiefsinnigen Stücken finden sich auf Stadtaffe aber auch einige Lieder, die sich ausschließlich um das Feiern drehen. Weniger oberflächlich beschreibt Fox in Der letzte Tag den Genuss, der in einer Beziehung steckt, wenn man sie lebt, als wäre jeder Tag der letzte.
Das letzte Stück Zucker ist ein Duett zwischen Peter Fox und Vanessa Mason, in dem der Mann versucht, die Frau zu erobern. Nachdem anfangs die Frau die Oberhand hat, fallen beide gegen Ende in ihre traditionellen Geschlechterrollen zurück. Als einziges Lied des Albums wurde es von Spiegel Online kritisiert und als „präpubertär peinliche Anmach-Schmonzette“ bezeichnet.

### Artikulation
Die Reimschemata auf Stadtaffe sind teilweise sehr komplex angelegt. Peter Fox’ Anspruch war es, „auf allerhöchstem Rap-Niveau“ zu reimen, ohne aber die dafür typischen Inhalte wiederzugeben. Wichtig sei ihm, dass die Texte einen „musikalisch-rhythmischen Fluss“ besäßen. Die Reime sind zumeist unrein, dafür aber oftmals assonant angelegt, beispielsweise in Schwarz zu blau:
„Und überall liegt Scheiße, man muss eigentlich schweben

Jeder hat’n Hund aber keinen zum Reden

Ich atme ständig durch den Mund, das ist Teil meines Lebens

Ich fühl mich ungesund, brauch was Reines dagegen“
Des Weiteren benutzt er das rhetorische Mittel der Alliteration („Ich baue schöne Boxentürme, Bässe massieren eure Seele“, „Meine Birne is’ am Brennen“) sowie Personifikationen und zahlreiche Metaphern.
In seiner Vortragsweise verwendet Fox Mittel sowohl des Gesangs als auch des Sprechgesangs in Form von Rap und Toasting. Als Backgroundsänger sind auf Stadtaffe J-Luv, Miss Platnum, Grace, Fetsum und Celina Bostic zu hören.

## Singleauskopplungen
Die erste Single Fieber, die er zusammen mit K.I.Z aufgenommen hatte, verfehlte noch die Charts. Als zweite Single erschien am 15. August 2008 Alles neu. Das Lied erreichte unmittelbar die Top 10 der deutschen Singlecharts und hielt sich dort ununterbrochen 32 Wochen; Spitzenplatzierung war Rang 4. Alles neu wurde 2009 mit einer Goldenen Schallplatte ausgezeichnet und erreichte 2022 5× Gold sowie erneut die Charts. Insgesamt befand sich die Single für 56 Wochen in den Charts.
Am 17. Oktober wurde Haus am See veröffentlicht. Einen Tag darauf trat Fox mit dem Lied beim TV total Turmspringen 2008 auf. Auch bei der Musikpreisveranstaltung 1 Live Krone 2008 spielte er das Stück, allerdings Voll-Playback. Mit Top-Ten-Platzierungen in den Niederlanden und Belgien erhielt es europaweit die größte Aufmerksamkeit, in der Schweiz (Platz 16) und in Österreich (Platz 6) war es Fox’ erfolgreichste Single. In Deutschland stieg Haus am See bis auf Platz 8. Das Lied wurde mit einer Fünffach-Goldenen Schallplatte in Deutschland ausgezeichnet. Als B-Seite waren ein Remix des House- und Techno-Produzenten Timo Maas von Kopf verloren und ein sogenannter Rock Paper Scissor.mx von Alles neu enthalten.
Die vierte und letzte Singleauskopplung war am 6. Februar 2009 Schwarz zu blau. Peter Fox trat mit dem Song eine Woche darauf beim Bundesvision Song Contest an und erreichte mit 174 von möglichen 184 Punkten deutlich den ersten Platz; bereits 2006 hatte er mit Seeed gewonnen. Kurz nach dem Auftritt gelang Schwarz zu blau der Sprung auf Platz drei der deutschen Charts und Peter Fox damit seine bisher beste Single-Chartplatzierung; der Song erhielt Dreifach-Gold in Deutschland. Als B-Seite remixte das Berliner Produzentenduo Beathoavenz den Song Lok auf 2 Beinen.
Charterfolge in den Singlecharts

| Jahr | Titel           | Höchstplatzierung, Gesamtwochen, AuszeichnungChartplatzierungen (Jahr, Titel, , Platzierungen, Wochen, Auszeichnungen, Anmerkungen) | Höchstplatzierung, Gesamtwochen, AuszeichnungChartplatzierungen (Jahr, Titel, , Platzierungen, Wochen, Auszeichnungen, Anmerkungen) | Höchstplatzierung, Gesamtwochen, AuszeichnungChartplatzierungen (Jahr, Titel, , Platzierungen, Wochen, Auszeichnungen, Anmerkungen) | Anmerkungen                                                |
| Jahr | Titel           | DE | AT | CH | Anmerkungen                                                |
| ---- | --------------- | --- | --- | --- | ---------------------------------------------------------- |
| 2007 | Fieber          | — | — | — | Erstveröffentlichung: 5. Oktober 2007 feat. K.I.Z          |
| 2008 | Alles neu       | DE4 ×5Fünffachgold · (56 Wo.)DE | AT11 Gold · (38 Wo.)AT | CH49 (9 Wo.)CH | Erstveröffentlichung: 15. August 2008 Verkäufe: + 765.000  |
| 2008 | Haus am See     | DE8 ×5Fünffachgold · (70 Wo.)DE | AT6 Gold · (83 Wo.)AT | CH16 (43 Wo.)CH | Erstveröffentlichung: 17. Oktober 2008 Verkäufe: + 765.000 |
| 2009 | Schwarz zu blau | DE3 ×3Dreifachgold · (26 Wo.)DE | AT17 (14 Wo.)AT | CH36 (5 Wo.)CH | Erstveröffentlichung: 6. Februar 2009 Verkäufe: + 450.000  |

## Tournee
Die erste Solotournee von Peter Fox begann Ende November 2008. Nachdem bereits nach kurzer Zeit beinahe alle Konzerte ausverkauft waren, wurde sie auf den Februar und März 2009 verlängert. Bei einigen dieser Termine begleitete die Sängerin Oceana den Musiker als Supporting Act. Als Backgroundsänger unterstützten ihn Monk, Miss Platnum, J-Luv und bei einigen Auftritten Vanessa Mason, die dabei auch Zucker als Duettpartnerin von Fox sang; Miss Platnum und J-Luv trugen teilweise auch Solostücke vor. Bei seinem insgesamt vierten Konzert in der Berliner Wuhlheide am 26. August trat der US-amerikanische Rapper Asher Roth vor Peter Fox auf, zwei weitere Auftritte bestritt er mit dem britischen Soul- und Bluesmusiker James Hunter. Neben Deutschland führte die Tournee ihn auch nach Österreich, Luxemburg und in die Schweiz. Bei seinen Auftritten coverte und samplete Fox Stücke von Led Zeppelin (Kashmir), Timbaland (Give It to Me), Erykah Badu (The Healer) und Panjabi MC (Mundian To Bach Ke). In der Presse wurden die Konzerte positiv aufgenommen.
Zwischen Mai und September 2009 bestritt der Musiker die von ihm sogenannte Stadtaffen Festival Saison. Dabei trat er unter anderem bei Rock im Park und Rock am Ring sowie beim OpenAir St. Gallen, dem MTV HipHopOpen Minded und dem Chiemsee Reggae Summer auf. Sein vorerst letztes Solokonzert gab Peter Fox am 4. September 2009 in Hamburg.
Performance und Musik der Konzerte wurden entscheidend geprägt von der Drumline Cold Steel aus North Carolina, das ihn während der gesamten Tournee begleitete und von der Presse explizit gelobt wurde. Am 27. November 2009 brachte Fox mit Cold Steel eines von vier Konzerten, die er im Juni und August auf der Kindl-Bühne Wuhlheide vor 17.000 Zuschauern gab, unter dem Titel Live aus Berlin auf DVD und als CD-DVD-Bundle heraus. Trotz einer öffentlichen Bitte an Led Zeppelin befand sich Kashmir (ebenso wie Give It to Me) aufgrund von urheberrechtlichen Gründen nicht unter den darauf enthaltenen Titeln.
Am 5. Dezember 2009 zeigte Das Erste das Konzert in gekürzter Form erstmals im Fernsehen, weitere Ausstrahlungen im rbb Fernsehen und auf 3sat folgten.

## Rezeption

### Rezensionen
Stadtaffe wurde von den meisten Kritikern sehr positiv aufgenommen. Gelobt wurden zumeist Peter Fox’ intelligente Texte und die innovative musikalische Begleitung. Zwei Jahre nach der Erstveröffentlichung erhob der Rolling Stone das Werk in den Kanon der besten deutschen Alben; es belegte Rang 18.
Der Autor Alexander Cordas des E-Zines laut.de sah unter den zwölf Stücken „keinen einzigen Ausfall“ und vergab vier von fünf möglichen Punkten an das Album. Er lobte die „ausgeklügelte Produktion“, die sich durch das Album ziehe und dabei trotz des Orchestereinsatzes niemals in Bombast abgleite. Hervorgehoben wurde von ihm vor allem das Stück Schwarz zu blau dessen „apokalyptische Streicher-Einsätze […] von textlicher Seite hervorragend flankiert“ würden. Das Lied Haus am See biete dazu „den entspannt lässigen Kontrast“, während der Song Stadtaffe eine „Rhythmus-Bombe“ darstelle.
Christian Möller grenzte in seiner Rezension für 1 Live Peter Fox’ Solowerk deutlich von seinen dem Dancehall zugewandten Alben mit Seeed ab. Der Klang des Albums lasse an „klassische Kino-Szenarien denken“, daneben überzeugten „auch die Texte“.
Von dem Musikportal CDSTARTS.de wurde Stadtaffe mit acht von zehn möglichen Punkten bewertet. Der zuständige Autor Albert Ranner bezeichnete Fox’ Entscheidung zur Solokarriere als „goldrichtig“, sah aber im ersten Song, zugleich die erste Single, Alles neu bereits den Höhepunkt des Albums erreicht. Durch den Einsatz des Babelsberger Filmorchesters gewännen auch die übrigen Stücke an „Prägnanz und Tiefe“ – am besten umgesetzt im atmosphärisch an den Film noir erinnernden Das zweite Gesicht –, allerdings kämen sie nicht „an das mitreißende Beat-Inferno“ von Alles neu heran. Eher als durch die Musik würden die Grenzen zu Fox’ Arbeit mit Seeed durch seine „großteils nachdenklich[en] und düster[en]“ Texte abgesteckt werden, die Ranner als „hochwertig“ beurteilte. Neben Alles neu und Das zweite Gesicht hob er die Lieder Stadtaffe und Zucker hervor; Ich Steine, du Steine habe dagegen „eine ganze Ladung symphonischen Pathos abbekommen“. Abgesehen von dem Stück wachse Stadtaffe aber „mit jeder Minute“.
Auch größere Publikationen nahmen sich des Albums, vor allem auf textlicher Ebene, an und setzten es dabei in einen gesamtdeutschen Kontext. Der Journalist Ingo Scheel von stern.de etwa sah den Grund des Erfolges von Stadtaffe in der „Stadtlyrik“, „die quer durch alle Hörerschichten von 15 bis 50 gehört und vor allem verstanden wird“. Die Texte seien dabei „nicht im geringsten so prollig wie die üblichen Verdächtigen“, aber auch noch hörbar in der „Raucherecke der Gesamtschule“. Diese Verbundenheit mit der Heimatstadt, ob in positiver oder negativer Hinsicht, sei nicht nur in „der deutschen HipHop-Kultur der letzten zehn Jahre“ zu finden, sondern auch charakteristisch für den Deutschrock „der letzten drei Dekaden“; als Beispiele nannte Scheel etwa Herbert Grönemeyer (Bochum), Campino (Düsseldorf) und BAP (Köln). Durch seine textlich begründete generationenübergreifende Akzeptanz sei Fox zum ersten deutschen „Superstar des Millenniums“ geworden. Ebenfalls auf stern.de bescheinigte Hannes Roß dem Berliner „so treffend und leichtfüßig [wie] schon lange kein deutscher Musiker mehr die Psyche der deutschen Großstädter auf den Punkt gebracht“ zu haben. Folglich zählte der stern Ende 2009 Peter Fox zu einem der Gewinner des Jahres.
Für das Portal Spiegel Online bescheinigte Tobias Rapp Peter Fox mit seiner Musik „einen Nerv getroffen [zu] haben“ in Deutschland. Er verglich die CD Stadtaffe mit den ebenfalls sehr erfolgreichen Werken Nichts passiert von Silbermond und Dis wo ich herkomm von Samy Deluxe in der ihnen innewohnenden Ambition, jeweils „auf ihre Art politische Statements zur gegenwärtigen Lage“ zu tätigen. Dabei reflektierten sie auf unterschiedliche Weise die Stimmung in der Gesellschaft während der Finanzkrise. Die „Kreuzberger Eindrücke“, die Peter Fox auf Stadtaffe vermittle, seien „prototypisch für deutsches Großstadtleben“ – „bürgerliche Phantasien (Haus am See), […] urbane Hektik (Lok auf 2 Beinen) und generelles Durcheinander (Kopf verloren)“ – und sprächen vor allem die Mittelschicht an. Als eine „erstaunliche“ Gemeinsamkeit der drei Alben beschrieb Rapp, dass sie auch in ihren Ansätzen der Wut stets „vernünftig“ und „maßvoll“ blieben und nicht der „populistische[n] Versuchung“ erlägen.
Auch Peter E. Müller ging für die Welt Online auf die Repräsentativität der Beschreibung des Lebens in Berlin auf Stadtaffe ein:

„So trefflich hat bisher kaum einer das Lebensgefühl der umtriebigen Großstädter auf den Punkt gebracht. Dieses Schwärmen zwischen Verlorenheit und Hedonismus, dieses Schwelgen in Lebenslust und Aufbruchsgefühl. Diese geradezu aggressive Anpampe im Zwischenmenschlichen, die dann doch in einem romantischen Liebesbeweis mündet. Peter Fox ist ein Glücksfall im deutschen Pop.“

Die Autorin Hannah Schneider betonte im Kölner Stadt-Anzeiger die Genre- und generationsübergreifende Breite der Hörerschicht von Stadtaffe, die etwa auf seinen Konzerten ersichtlich werde. Der Grund dafür liege in den identifikationsstiftenden Texten des Berliners. Das Album habe Fox zu einem „Familien-Entertainer“ gemacht, vor allem Kinder seien unerwartet zu Fans seiner Musik avanciert und übertrügen ihren Musikgeschmack auch auf ihre Eltern.

### Preise
Nach seiner Veröffentlichung wurde das Album mehrfach mit Preisen ausgezeichnet. Im Dezember 2008 erhielt Stadtaffe die 1 Live Krone für das Beste Album, im darauffolgenden Jahr wurde Peter Fox zum Besten Liveact gewählt. Bei insgesamt vier Nominierungen gewann der Berliner im Februar 2009 drei Echos in den Kategorien Hip-Hop/Urban, Erfolgreichster Produzent/National – zusammen mit seinem Produzententeam The Krauts, bestehend aus David Conen und Vincent von Schlippenbach – und Kritikerpreis National. Im März 2010 kam ein weiterer Echo für das Album des Jahres National/International hinzu.
Den im Mai 2009 verliehenen Comet gewann Fox bei ebenfalls vier Nominierungen zweimal: Die Zuschauer wählten während der Live-Übertragung das Musikvideo der Single Alles neu als Bestes Video, zudem wurde er von den anderen nominierten Künstlern zum Star der Stars gekürt.
Bei den im November desselben Jahres stattfindenden MTV Europe Music Awards 2009 war Peter Fox in der Kategorie Bester deutscher Act nominiert gewesen, konnte sich aber nicht gegen Silbermond durchsetzen.
Ebenfalls im November 2009 wurde Fox als Gewinner des European Border Breakers Awards bekannt gegeben. Dieser wird an europäische Künstler verliehen, die zum ersten Mal ein Album im Ausland veröffentlichen und dabei besonders hohe Verkaufszahlen, viele Sendezeiten im Radio und erfolgreiche Live-Auftritte vorweisen können. Laut der EU sei Stadtaffe das erfolgreichste Debüt des Jahres gewesen. Vergeben wurde der Preis am 14. Januar 2010.

## Kommerzieller Erfolg

### Chartplatzierungen
Stadtaffe stieg in der 42. Kalenderwoche 2008 auf Platz 4 der deutschen Albumcharts ein und erreichte nach über vier Monaten schließlich die Spitzenplatzierung. Erst nach einem Jahr verließ das Album erstmals vorübergehend die Top 20. Das Album platzierte sich ab Veröffentlichung für 103 Wochen durchgängig in den Charts und stieg erneut im Frühling 2011 und 2012 ein, womit es sich bis 2012 insgesamt 135 Wochen in den deutschen Albumcharts befand. In den Jahren 2018 und 2019 erreichte das Album mehrfach die unteren Ränge der deutschen Albumcharts, ehe es im Jahr 2020 35 Wochen und 2021 48 Wochen erneut in diesen vertreten war. Seit 31. Dezember 2021 ist das Album erneut durchgängig in den deutschen Albumcharts vertreten und erreichte mit der Veröffentlichung von Peter Fox’ neuer Single Zukunft Pink am 28. Oktober 2022 mit Rang 20 den vorläufig höchsten Rang seit dem Wiedereinstieg. In der Chartwoche vom 9. Dezember 2022 platzierte sich das Album zum 300. Mal in den deutschen Albumcharts und avancierte zum achten Album, das diese Marke erreichte. In der Chartwoche vom 17. Mai 2024 überholte Stadtaffe das Album Best of Helene Fischer (374 Wochen). Es zählt damit zu den drei Musikalben, die am längsten in den deutschen Albumcharts verweilten, lediglich ABBA Gold – Greatest Hits (462 Wochen) und Die 30 besten Spiel- und Bewegungslieder (489 Wochen) platzierten sich zu diesem Zeitpunkt öfters in den Top 100. Diese beiden Alben waren auch die einzigen, die vor Stadtaffe 400 Chartwochen erreichten, Stadtaffe erreichte die Grenze in der Chartwoche vom 8. November 2024. In den deutschen Single-Jahrescharts 2009 belegte der Tonträger den ersten Rang.
Auch im deutschsprachigen Ausland avancierte das Album zum Charterfolg, so erreichte es ebenfalls die Chartspitze in Österreich. Auch in den österreichischen Charts war es durchgängig für 99 Wochen in den Charts vertreten und stieg ebenfalls erneut im Frühling 2011 in die Charts ein. Seit 2020 konnte sich das Album ebenfalls unregelmäßig auf den unteren Rängen platzieren und erreichte mit der Veröffentlichung von Zukunft Pink den 14. Rang. Darüber hinaus erreichte es Top-10-Platzierungen in der Schweiz (Rang 4) und den Niederlanden (Rang 10) sowie Chartplatzierungen in Belgien-Flandern (Rang 13).
| ChartsChartplatzierungen   | Höchstplatzierung | Wochen |
| -------------------------- | ----------------- | ------ |
| Deutschland (GfK)          | 1 (… Wo.)         | …      |
| Flandern (Ultratop)        | 13 (14 Wo.)       | 14     |
| Niederlande (Dutch Charts) | 10 (18 Wo.)       | 18     |
| Österreich (Ö3)            | 1 (189 Wo.)       | 189    |
| Schweiz (IFPI)             | 4 (64 Wo.)        | 64     |

| ChartsJahrescharts (2008) | Platzierung |
| ------------------------- | ----------- |
| Deutschland (GfK)         | 39          |
| Österreich (Ö3)           | 48          |

| ChartsJahrescharts (2009)  | Platzierung |
| -------------------------- | ----------- |
| Deutschland (GfK)          | 1           |
| Niederlande (Dutch Charts) | 100         |
| Österreich (Ö3)            | 3           |
| Schweiz (IFPI)             | 22          |

| ChartsJahrescharts (2010) | Platzierung |
| ------------------------- | ----------- |
| Deutschland (GfK)         | 49          |
| Österreich (Ö3)           | 29          |

| ChartsJahrescharts (2021) | Platzierung |
| ------------------------- | ----------- |
| Deutschland (GfK)         | 78          |

| ChartsJahrescharts (2022) | Platzierung |
| ------------------------- | ----------- |
| Deutschland (GfK)         | 29          |

| ChartsJahrescharts (2023) | Platzierung |
| ------------------------- | ----------- |
| Deutschland (GfK)         | 28          |
| Österreich (Ö3)           | 60          |

| ChartsJahrescharts (2024) | Platzierung |
| ------------------------- | ----------- |
| Deutschland (GfK)         | 27          |

### Auszeichnungen für Musikverkäufe
Bisher hat sich Stadtaffe in Deutschland über 1,5 Millionen Mal verkauft und erreichte 15-fach Goldstatus, womit es zu den meistverkauften Alben des Landes zählt.
| Land/Region        | Auszeichnungen für Musikverkäufe (Land/Region, Auszeichnung, Verkäufe) | Verkäufe  |
| ------------------ | ---------------------------------------------------------------------- | --------- |
| Deutschland (BVMI) | 15× Gold                                                               | 1.500.000 |
| Österreich (IFPI)  | 2× Platin                                                              | 40.000    |
| Schweiz (IFPI)     | Gold                                                                   | 15.000    |
| Insgesamt          | 2× Gold · 9× Platin ·                                                  | 1.555.000 |

## Adaptionen und Coverversionen (Auswahl)
Vereinzelte Stücke aus Stadtaffe wurden später von anderen Musikern adaptiert. Der britische Rapper Plan B samplete das Streicherarrangement des Stückes Alles neu für seinen Song Ill Manors von 2012. Der deutsche Schlagersänger Heino coverte das Lied Haus am See für sein Album Mit freundlichen Grüßen. 2016 inszenierten der Theaterregisseur Fabian Gerhardt und Autor John von Düffel mit dem Titel Affe eine Dramatisierung des Musikalbums an der Neuköllner Oper in Berlin, das 2018 an gleicher Stelle eine Wiederaufführung mit der Schauspielerin Achan Malonda erfuhr.